# Linda (cantante 1977)
Linda (in russo Линда?), pseudonimo di Svetlana L'vovna Gejman (in russo Светлана Львовна Гейман?; Kentau, 29 aprile 1977), è una cantante russa.

## Biografia
Nata nella città di Kentau, nella regione del Kazakistan Meridionale, dove sua nonna è stata mandata insieme ai quattro figli a lavorare nelle miniere, si è trasferita con la famiglia e si è diplomata a Togliatti.
Nel 1993 è entrata a far parte del Muzylak'noe učilišče imeni Gnesinych di Mosca, per poi lanciarsi nel mondo musicale con l'uscita del primo album in studio Pesni tibletskich lam, che ha ricevuto un disco di platino dalla Nacional'naja Federacija Muzykal'noj Industrii. L'album è stato promosso da una tournée, iniziata nel dicembre 1995 presso San Pietroburgo.
Vorona, messo in commercio nel 1996, è stato il 3º disco con il maggior numero di esemplari venduti nell'anno seguente grazie a oltre 1 250 000 copie, a cui se ne sono aggiunte circa 250 000 successivamente. Tre anni dopo ha conseguito una nomination agli MTV Video Music Awards per Otpusti menja.
La prima raccolta Linda le ha valso un disco d'oro dalla NFMI, equivalente a oltre 100 000 vendite.

## Discografia

### Album in studio
- 1994 – Pesni tibletskich lam
- 1996 – Vorona
- 1999 – Placenta
- 2000 – Ėmbrion
- 2001 – Zrenie
- 2004 – Ataka
- 2006 – AleAda
- 2008 – Skor-Piony
- 2013 – Laj, @!
- 2015 – Life @
- 2015 – Karandaši i spički
- 2020 – DNK mira

### Album di remix
- 1994 – Tancy tibetskich lam
- 1997 – Vorona. Remix & Remake

### Album dal vivo
- 1998 – Koncert
- 2009 – Skor-Piony Live (con Stefanos)

### EP
- 2001 – Zrenie

### Raccolte
- 2001 – Linda
- 2005 – Počti bliznecy

### Singoli
- 1999 – Beloe na belom
- 2003 – Cepi i kol'ca
- 2016 – Choču
- 2017 – Ospa
- 2017 – Psichi
- 2019 – Treščiny
- 2019 – Položi menja rjadom
- 2020 – Ty nraviš'sja mne
- 2020 – Katacumuri (con Noize MC)